# Абрі-Кампу
Абрі-Кампу (порт. Abre Campo) — муніципалітет в Бразилії, входить в штат Мінас-Жерайс. Складова частина мезорегіону Зона-да-Мата. Входить в економіко-статистичний мікрорегіон Маньюасу. Населення становить 13 313 людини на 2006 рік. Займає площу 471,055км². Густота населення — 28,3 осіб/км². 

## Історія
Місто засноване 27 липня 1889 року. 

## Статистика
- Валовий внутрішній продукт на 2003 становить 46.193.587,00 реалів (дані: Бразильський інститут географії і статистики).
- Валовий внутрішній продукт на душу населення  на 2003 становить 3.465,65 реалів (дані: Бразильський інститут географії і статистики).
- Індекс розвитку людського потенціалу на 2000 становить 0,719 (дані: Програма розвитку ООН).

| Бразилія | Це незавершена стаття з географії Бразилії. Ви можете допомогти проєкту, виправивши або дописавши її. |